# Natalia Cliscova
Natalia Cliscova ist eine moldauische Sommerbiathletin.
Natalia Cliscova nahm an den Sommerbiathlon-Europameisterschaften 2008 in Bansko teil und wurde mit sechs Schießfehlern 19. und damit schlechteste Teilnehmerin einer vergleichsweise großen moldauischen Mannschaft. Im Massenstartrennen ging sie aufgrund ihres schon großen Rückstandes nicht mehr an den Start.